# Rubik Ernő (játéktervező)
Ifj. Rubik Ernő (Budapest, 1944. július 13. –) A Nemzet Művésze címmel kitüntetett, Kossuth-díjas és Állami Díjas magyar szobrász, építész, formatervező, belsőépítész, játéktervező, feltaláló, egyetemi tanár.

## Életpályája

### A Rubik-kocka előtt
Apja, idősebb Rubik Ernő gépészmérnök, repülőgép-tervező volt az esztergomi repülőgépgyárban, édesanyja, Szántó Magdolna pedig költő volt.
Rubik szinte minden interjúban kijelentette, hogy inspirációját az édesapjától kapta. Idősebb Rubik Ernőt rendkívül elismert vitorlázórepülő-mérnökként tartják számon. Ezen a területen végzett széles körű szakértelme és munkája révén nemzetközi hírnévre tett szert. Rubik Ernő többször elmondta, hogy mellette sok mindent megtanult, megtanulta például, hogy a munka értéket létrehozó folyamat, amelynek van célja és egyben pozitív eredménye is. Olyan ember volt, aki képes volt akár „egy dombot is elhordani a helyéről”. Semmi sem akadályozhatta meg abban, hogy ha meghozott egy döntést, akkor azt véghez ne vigye, meg ne valósítsa, akár a saját két kezével is. Egyetlen munkát sem tartott méltánytalannak vagy érdemtelennek.
A Képző- és Iparművészeti Szakközépiskola jó indulás volt a szülők mérnöki és művészi vénájának folytatására; ötvös-, festő- és szobrásztanulmányokat folytatott. 1967-ben építészmérnökként végzett a BME Építészmérnöki Karán, majd 1971-ig az Iparművészeti Főiskolán szobrászatot és belsőépítészetet tanult tovább.
Rubik az egyetemet és az általa biztosított oktatást az életét meghatározó eseménynek tekintette. Kijelentette: „Az iskolák lehetőséget kínáltak nekem a tantárgyak ismereteinek megszerzésére, és ezzel egyidőben olyan kézműves ismeretek elsajátítására, amelyek mentori irányítást, sok gyakorlást, kitartást és szorgalmat igényeltek.”

### A Rubik-kocka születése
1971 és 1979 között Rubik építészetet tanított a Budapesti Iparművészeti Főiskolán, ahol tanársegéd, majd adjunktus, végül docens lett. Az akadémia tervező professzoraként geometriás modellek készítésével foglalkozott. Az egyik a kocka prototípusa volt, amely 27 fatömbből készült; Rubiknak egy hónapjába került, amíg rájött a kocka problémájának megoldására. A fadaraboktól és a gumiszalagoktól kiindulva Rubik elhatározta, hogy olyan szerkezetet hoz létre, amely lehetővé teszi az egyes darabok mozgatását anélkül, hogy az egész szerkezet szétesne. Rubik eredetileg fát használt a kockához az egyetemi műhely adottságai miatt, és mivel a fát egyszerű anyagnak tekintette, hogy ezzel dolgozzon, nem igényel kifinomult gépeket. Rubik kézzel készítette a kocka eredeti prototípusait, vágva a fát, fúrva a lyukakat és elasztikus szalagokkal tartva egybe találmányát.
Rubik megmutatta prototípusát az osztályának, és tanulóinak nagyon tetszett. Rubik rájött, hogy a kocka egyszerű felépítése miatt viszonylag egyszerűen gyártható, és nagyobb közönség számára is vonzó lehet. Rubik apja több szabadalommal rendelkezett, így Rubik ismerte az eljárást és szabadalmat kért a találmányára. Ezután elhatározta, hogy gyártót keres Magyarországon, ám ez nagy nehézségekbe ütközött abban az időben a magyar merev tervgazdaság miatt. Végül Rubiknak sikerült találnia egy kis céget, amely műanyaggal dolgozott és sakkdarabokat készített. A kocka eredetileg Magyarországon „Bűvöskocka” néven került forgalmazásra. Mivel hasznos eszköznek bizonyult az algebrai csoportelmélet oktatásában, 1977 végén a Konsumex, egy magyar állami kereskedelmi vállalat elkezdte forgalmazni. Rubik 1979-ben engedélyezte a Magic Cube-ot az Ideal Toys, egy amerikai társaság számára. Az Ideal a Magic Cube-ot újratervezte a Rubik-kocka elé, mielőtt 1980-ban bemutatta volna a nemzetközi közönségnek. A kocka prototípusától a jelentős tömegtermelésig tartó folyamat hat évig tartott. A Rubik-kocka azonnali siker lett világszerte, többször nyert el Év Játéka-díjat és az 1980-as évek népkultúrájának meghatározója lett. 1980-ra a Rubik kocka az egész világon forgalomba került, több mint 100 millió eredeti darabot értékesítettek belőle, leginkább a kibocsátást követő, nagy népszerűséget hozó, első három év során. (Becslések szerint 50 millió hamis utánzat készült a Rubik-kockából.) Körülbelül 50 könyvet publikáltak arról, hogyan lehet megoldani a Rubik-kocka rejtélyét. A mai napig több mint 350 millió Rubik-kocka került értékesítésre, így ez minden idők egyik legkelendőbb játéka.

### Az életút folytatása, új találmányok

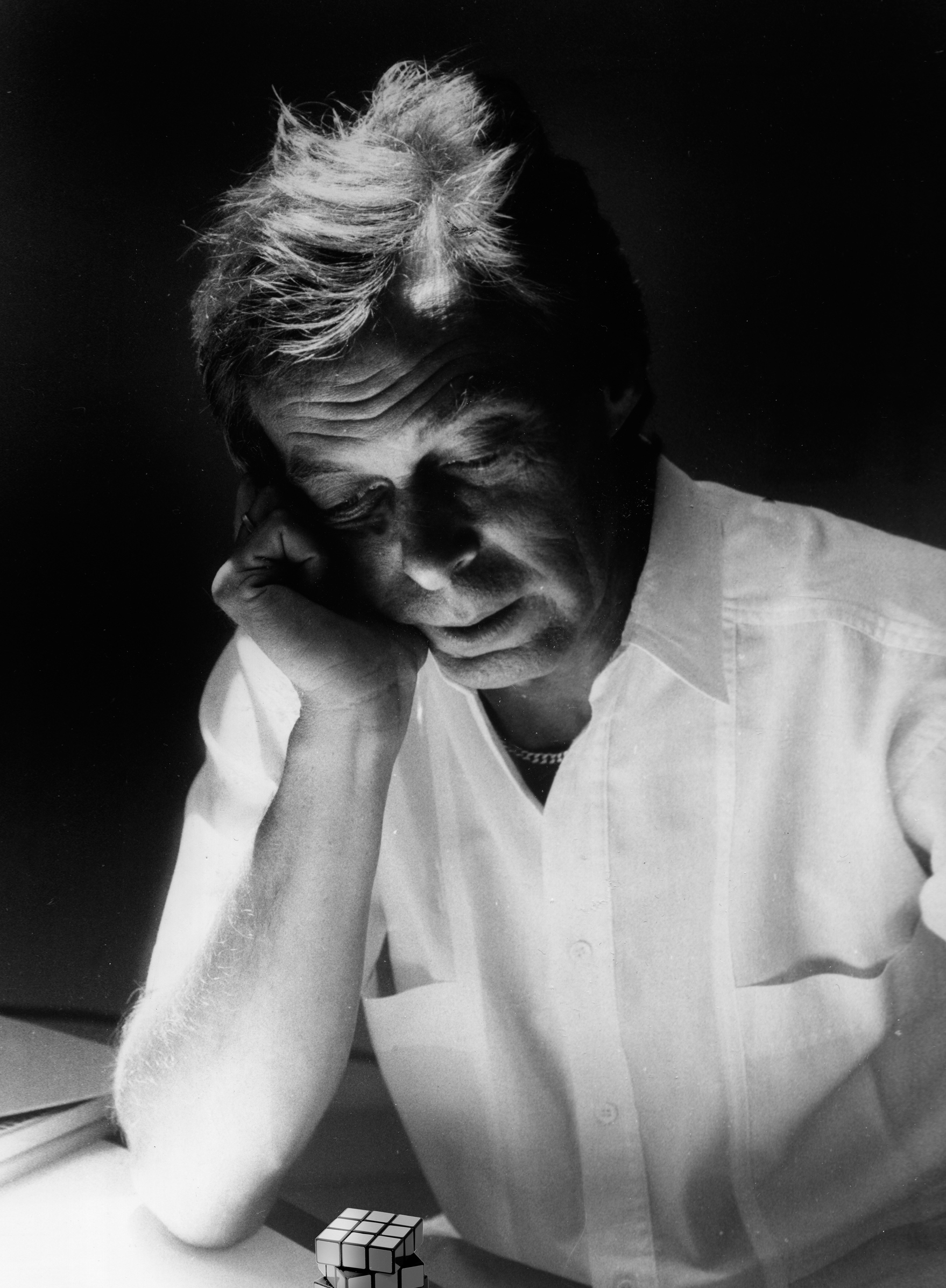
Rózsavölgyi Gyöngyi felvétele

A nyolcvanas évek elején főszerkesztője volt az …És játék című lapnak, majd 1983-ban saját vállalkozást alapított, a Rubik Stúdiót, ahol bútorokat és játékokat tervezett. 1987-től címzetes egyetemi tanár, 1990-től a Magyar Mérnök Akadémia elnöke, később tiszteletbeli elnöke.
A Magyar Mérnök Akadémián belül létrehozta a Rubik Nemzetközi Alapítványt, a kiemelkedően tehetséges fiatal műszakiak és iparművészek támogatására. Jelenleg a Moholy-Nagy Művészeti Egyetem tanára és a Rubik Stúdiót igazgatja, valamint a játékszoftverek fejlesztése és az építészeti témák kötik le.
A Rubik-kocka 40. évfordulóját 2014-ben világszerte megünnepelték.
Fia Rubik Ernő Zoltán zeneszerző, jazz-zongorista.

## Játékai
Nevéhez több logikai játék megalkotása is fűződik. Mindenekelőtt a bűvös kocka (ami külföldön Rubik-kocka néven lett ismert), ami 1975-ös megjelenését követően példátlan nemzetközi népszerűséget ért el. Később a kígyó (1977) és bűvös négyzetek (1985) nevű játékokat is megalkotta, ám ezek népszerűsége már nem érte el a bűvös kockáét. Maga a bűvös kocka tulajdonképpen csak egy, a térbeli mozgások szemléltetésére alkalmas eszköznek készült, később derült ki, hogy játékként is igen szórakoztató. További ismertebb játékai a bűvös dominó, Bábel torony, sudokube és a Rubik-óra is, valamint 2009-ben jelent meg a Rubik’s 360 néven kiadott Rubik-gömb.

## Kötetei
- A bűvös kocka; szerk. Rubik Ernő, előszó David Singmaster; Műszaki, Bp., 1981
- Bűvös négyzetek; Triál, Bp., 1987
- Rubik-rejtvények. Vérbeli fejtörők, nem csak profiknak. Több mint száz vizuális rejtvény, valamennyi Rubik-színekben; bev. Rubik Ernő; Alexandra, Pécs, 2001
- A mi kockánk; Libri, Bp., 2020

## Fontosabb díjai
- BNV-díj (1978)

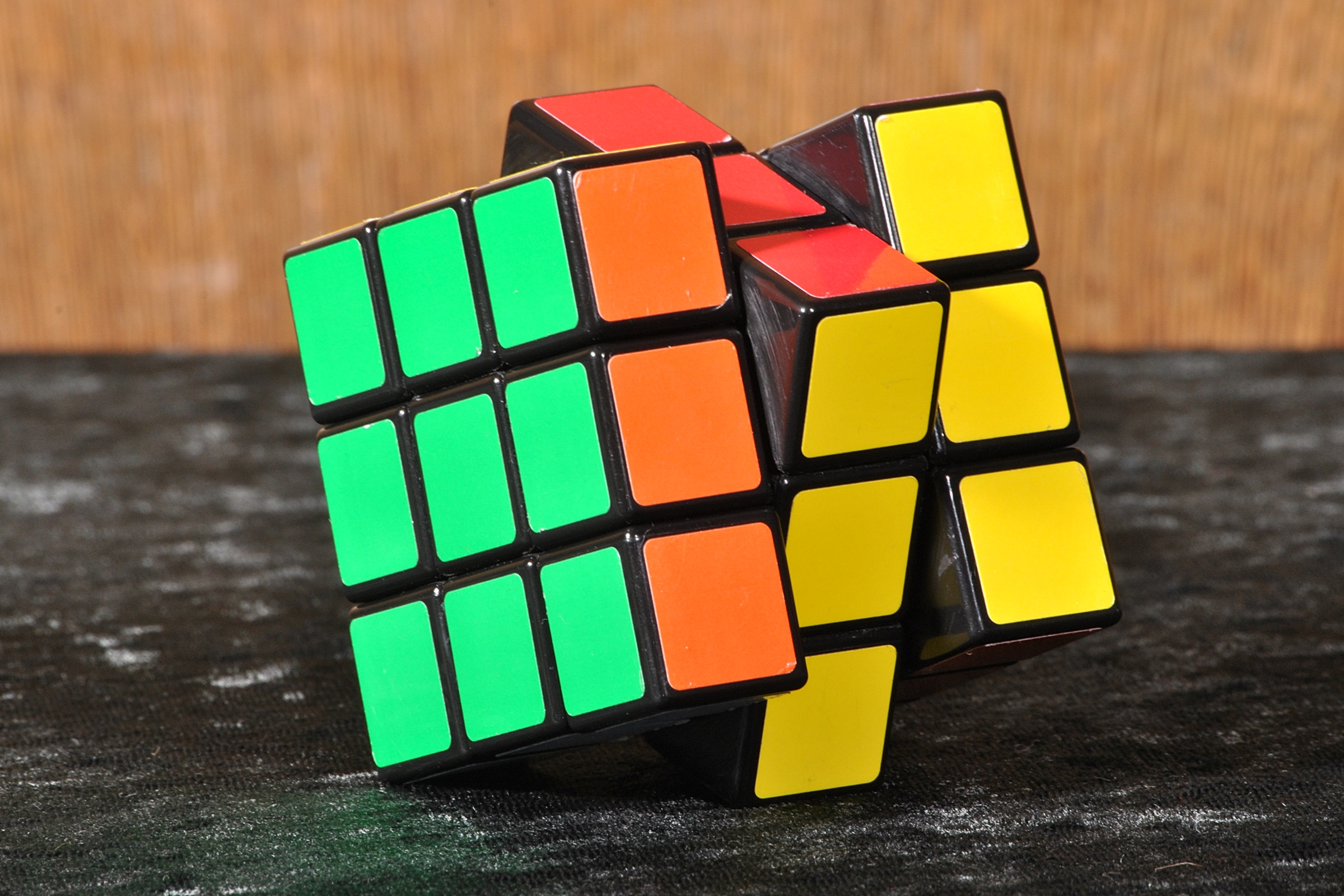
A bűvös kocka

- Állami díj (1983) – A térbeli szerkezetek szemléltetésére és oktatására kidolgozott, a tudományos kutatást is több irányban inspiráló megoldásaiért.
- Gábor Dénes-díj (1995)
- Jedlik Ányos-díj (1996)
- Kossuth-díj (2007)
- Magyar Örökség díj (2009)
- A Magyar Köztársasági Érdemrend középkeresztje a csillaggal (2010)
- Prima Primissima díj (2010)
- Hazám-díj (2012)
- Budapest díszpolgára (2014)[10]
- Magyar Szent István-rend (2014)
- A Nemzet Művésze (2014)